# 弗亚
弗亚（法語：Feuilla，法語：[fœja] ⓘ）是法国奥德省的一个市镇，属于纳博讷区。

## 地理
弗亚（42°55'55"N, 2°54'37"E）面积24.12 平方千米，位于法国奧克西塔尼大區奥德省，该省份为法国南部沿海省份，北起塔恩省，西北接上加龙省，西接阿列日省，南至东比利牛斯省，东临地中海，东北与埃罗省接壤。
与弗亚接壤的市镇（或旧市镇、城区）包括：卡沃、昂布尔和卡斯泰尔莫尔、菲图、弗赖塞代科尔比埃、罗克福尔-德科比耶尔、特雷耶、奥普勒-佩里约斯。

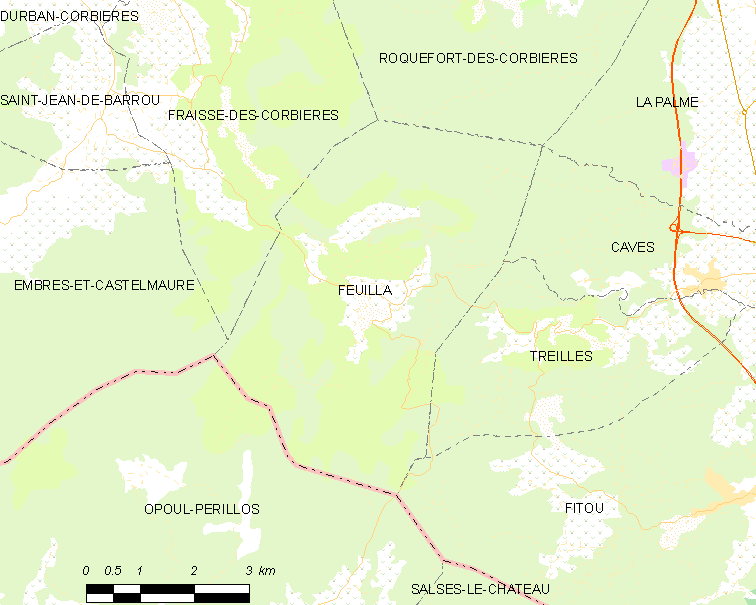
弗亚的OSM定位图

弗亚的时区为UTC+01:00、UTC+02:00（夏令时）。

## 行政
弗亚的邮政编码为11510，INSEE市镇编码为11143。

## 政治
弗亚所属的省级选区为地中海科比耶尔县。

## 人口

1962-2008年间弗亚人口变化图示

弗亚于2022年1月1日时的人口数量为107人。